# Scolopsis xenochrous
Scolopsis xenochrous är en fiskart som beskrevs av Günther 1872. Scolopsis xenochrous ingår i släktet Scolopsis och familjen Nemipteridae. Inga underarter finns listade i Catalogue of Life.